# História do design
Essa é uma área do conhecimento que investiga a evolução do design.

## História
Os historiadores do design costumam enfocar as várias profissões que compõem a atuação dos designers, considerando a sua tradição e história antiga. Embora seja raro que um historiador do design se dedique à história do design como um todo, considerando que o termo é muito abrangente e se mistura com a própria história da cultura material. É mais comum que existam historiadores de áreas específicas do design, e até uns de áreas mais especializadas, como por exemplo: "história da tipografia brasileira", etc.
Atualmente, historiadores têm considerado cada vez mais o design marginalizado no passado, englobando o design vernacular ou aquele dos objetos criados por não-designers.  Além, é claro, da variedade de enfoques e atuações dos designers em diferentes países.
No entanto, a maior parte da bibliografia sobre a história do design se concentra na fase do design moderno, iniciando-se com a Revolução Industrial do Século XIX.
- História do design gráfico
- História do design de produto